# 대구 동화사 죽암당대선사선찰진영
동화사 죽암당대선사선찰진영(桐華寺 竹庵堂大禪師善刹眞影)은 대한민국 대구광역시 동구 도학동 동화사에 있는 초상화이다. 2006년 4월 20일 대구광역시의 문화재자료 제39호로 지정되었다.

## 개요
조선후기 선사 진영을 대표하는 작품으로 상호가 자상하고 사실적이며 전체 색조 또한 안정되어 있다. 보조국사 진영에 비해 격이 떨어지지만 한 시대를 대표할 만한 작품이다. 이 진영은 조선말기의 작품이지만 당시 시대적 특징을 잘 간직한 수작이다.

## 참고 문헌
- 동화사죽암당대선사선찰진영 - 국가유산청 국가유산포털